# Liatongus gagatinus
Liatongus gagatinus är en skalbaggsart som beskrevs av Frederick William Hope 1831. Liatongus gagatinus ingår i släktet Liatongus och familjen bladhorningar. Inga underarter finns listade i Catalogue of Life.